# Francis Jacob
Pour les articles homonymes, voir Vernay et Jacob (homonymie).
 (juin 2024).
 (juin 2024).
Francis Jacob (Saverne, 4 juillet 1972) est un organiste et claveciniste français.

## Biographie
Francis Jacob a commencé la pratique de l'orgue jeune. Il n'avait que treize ans quand il remplaça l'organiste de Saessolsheim, qui était tombé malade. Il étudia l'orgue auprès de Sylvain Ciaravolo  et d'André Stricker à Strasbourg et de Jean Boyer à Lyon. Il étudia le clavecin avec Aline Zylberajch à Strasbourg et avec Jan-Willem Jansen à Toulouse, et la basse continue avec Martin Gester à Strasbourg et avec Jesper Christensen à Bâle.
Il est titulaire du certificat d’aptitude à l’enseignement de l’orgue et du certificat d’aptitude aux fonctions de professeur spécialisé en musique ancienne.
Il a obtenu diverses distinctions dont le premier prix du concours Guilmant à Boulogne-sur-Mer (en 1988) et le premier prix d'orgue du Festival de musique ancienne de Bruges (en 1997).
Francis Jacob a enseigné l'orgue et le clavecin au conservatoire de Perpignan, au conservatoire de Toulouse et au conservatoire de Montauban. Depuis 2001 il est professeur d'orgue et de basse continue au conservatoire de Strasbourg.
Il se produit en soliste sur l'orgue et le clavecin, et en musique de chambre et orchestre, en particulier avec le Ricercar Consort, Le Concert Royal, Gli Angeli, et autres ensembles.
Il s'intéresse de près à la facture d'orgues, qu'il pratique auprès de Bernard Aubertin à Courtefontaine.
Il est toujours l'organiste de Saessolsheim, où il a réussi, avec l'aide de l'Association des amis de l'orgue de Saessolsheim, à enrichir l'église d'un nouvel orgue Aubertin, ce qui a dynamisé la vie culturelle du village.

## Discographie (sélection)

### En soliste
Tous les CD dans cette section ont été enregistrés sur des orgues Aubertin.
- Francis Jacob à l’orgue Aubertin de Sæssolsheim, (1995). CD ou cassette présentant des œuvres de Bach, Buxtehude, Purcell, Tomkins, Bœhm. Production et diffusion : Association des Amis de l’Orgue de Saessolsheim
- L'orgue Herbuté-Aubertin d'Uffheim, (1998). Œuvres de dix compositeurs du 18e et 19e siècles. Pamina SPM 1654.
- Pièces pour orgue, de J.S. Bach (2000, orgue de Saessolsheim). Zig-Zag Territoires ZZT 001001.
- Pièces pour orgue, de Dietrich Buxtehude (2003, orgue de l'Église Saint-Martin de Vertus). Zig Zag Territoires ZZT 030901.
- Bach Clavier-Übung III, (2005, orgue de l'Église Saint-Louis-en-l'Île). Zig Zag Territoires ZZT 050901.2.

Jacob a enregistré des CD (publications mi-privées) pour l'Union Musicale de Saint-Loup-sur-Thouet (plages 1–13; Mozart, Böhm et J.S. Bach), 1999 ; l'Association des Amis de l'Orgue de Clairvaux-les-Lacs (œuvres de dix compositeurs du 15e au 19e siècles) ; avec Guy Ferber, trompette baroque, en 2012 ; en 2013, pour la paroisse protestante de Kamata à Ōta (Guilain, Louis Couperin, Kerll, J.S. Bach) ; et le CD Les Couperin, œuvres de Louis Couperin, François Couperin, Armand Louis Couperin, orgue de Bellelay, Suisse, en 2014.

### Comme continuiste
Il a enregistré des CD avec le Parlement de Musique et le Ricercar Consort, entre autres. Sur quelques-uns des dix premiers CD mentionnés ci-après, qu'il a enregistrés avec le Ricercar Consort sous la direction de Philippe Pierlot, il joue aussi en soliste des œuvres pour orgue de J.S. Bach.
- Samuel Capricornus (1628-1665) : Theatrum Musicum, et œuvres de Couperin et Montéclair, avec le Parlement de Musique (Martin Gester). 1993. Opus 111. OPS 30-99.
- Clérambault : La Muse de l'Opéra, avec le Parlement de Musique (Martin Gester). 1999. Assai. Qobuz.
- Henry Du Mont : Grands Motets, avec le Chœur de Chambre de Namur. 2003. Ricercar RIC202.
- Giovanni Legrenzi : Dies Irae – Sonate a quattro viole – Motetti, 2004. Ricercar RIC 236.
- Bach: Actus Tragicus, ( BWV 106 ; contient aussi les cantates BWV 18 et BWV 150), 2005. Mirare MIR002.
- J.S. Bach - Tombeau de Sa Majesté la Reine de Pologne, ( cantate BWV 198 ; contient aussi la Messe brève BWV 234). 2007. Mirare MIR030.
- De Profundis de J.C.F. Bach, Bruhns, Buxtehude, Tunder, avec Stephan MacLeod et François Fernandez. 2008. Mirare : MIR041.
- Bach: Aus der Tieffen, ( cantate 131 ; contient aussi cantate 182 et cantate 4). 2009. Mirare MIR057.
- Johann Sebastian Bach : Magnificat, (contient aussi la Messe brève BWV 235). 2009. Mirare MIR102.
- Johann Sebastian Bach : In tempore nativitatis, trois cantates pour le temps de Noël, BWV 63, BWV 110 & BWV 153. 2013, Mirare MIR243.
- De Aeternitate, œuvres de dix compositeurs allemands des XVIIe et XVIIIe siècles, avec Carlos Mena, contre-ténor. 2002, Mirare : MIR9911.
- Passion selon St-Jean, (Johannes Passion, J.S. Bach) BWV 2245. 2011, Mirare : MIR136.
- Antonio Bertali : Valoroso, (contient aussi quelques œuvres anonymes). 2004, Mirare MIR9969.
- German & French Chamber Music 1633–1767, (Philipp Heinrich Erlebach, Johann Philipp Krieger, François Couperin & Marin Marais), avec « Le Rêve d'Orphée », sous la direction de Jakob David Rattinger. 2010, Classic Concert Records CCR 62023.
- Töne von meiner Flöten, (Jean Gaspard Weiss) avec Antichi Strumenti. 2012, Stradivarius STR 33916.
- Guillemain Sonates, 4 sonates de Louis-Gabriel Guillemain (1705 - 1770) — traverso, violon, viole de gambe, violoncelle, clavecin — avec Barock-in (direction Kozue Sato, traverso). 2014. Raumklang RK 3304.